# Budapest XVIII. kerületének műemléki listája
Ez a lista Budapest XVIII. kerületének műemlékeit tartalmazza.
| Kép | Törzsszám | Cím                                          | Név                                                                      | Helyrajzi szám |
| --- | --------- | -------------------------------------------- | ------------------------------------------------------------------------ | -------------- |
|     | 15781     | Margó Tivadar utca végén, volt Szemere major | Pestszentlőrinci Grassalkovich kápolna                                   | 150257         |
|     |           | Gyöngyvirág utca 5.                          | Dohnányi Ernő Zeneiskola, volt Tündérkert vendéglő                       | 155415         |
|     | 16049     |                                              | Budapest Liszt Ferenc nemzetközi repülőtér 1. terminál felvételi épülete | 156716         |
|     |           | Hargita tér                                  | feszület                                                                 | 147583         |
|     |           | Gyöngyvirág utca 28-30.                      | Gyermekotthon, volt Kuszenda villa                                       | 155226         |
|     |           | Kossuth Lajos tér 2-4.                       | Sztehlo Gábor Evangélikus Óvoda, Általános Iskola és Gimnázium           | 155416         |
|     |           | Gyöngyvirág utca 6-8.                        | Klasszicista kúria                                                       | 155295         |
|     | 11748     | Szálfa utca – Erdősáv utca – Törvény utca    | Krepuska-kastély                                                         |                |
|     | 12078     | Kiss Ernő utca 2.                            | Lakóház                                                                  |                |
|     |           | Rudawszky utca 2.                            | Liget mozi                                                               | 145675         |
|     |           | Gyömrői út 85-91.                            | Masterfil Pamutfonóipari Vállalat víztornya                              | 154444/1       |
|     |           | Jegenyefasor 43.                             | Pestszentlőrinc vasútállomás                                             | 154447/1       |
|     |           | Üllői út 380-382.                            | Pestszentlőrinci Német Nemzetiségi Általános Iskola                      |                |
|     |           | Kossuth tér 5.                               | Pestszentlőrinc-Kossuth téri Református Egyházközség temploma            | 155419         |
|     |           | Üllői út 462.                                | Strand öltözőépülete (egykori Lövészegylet székháza)                     | 155607         |
|     |           | Városház u. 32.                              | Villaépület                                                              | 150488         |
|     |           | Gyöngyvirág u. 39-41.                        | Szent Lőrinc Katolikus Általános Iskola                                  | 154654         |